# Chữ viết tay
Chữ viết tay là viết thực hiện với một công cụ văn bản, chẳng hạn như một cây bút hoặc bút chì, trong tay. Chữ viết tay bao gồm cả kiểu in và chữ thảo và tách biệt với thư pháp chính thức hoặc kiểu chữ. Bởi vì chữ viết tay của mỗi người là duy nhất và khác nhau, nên nó có thể được sử dụng để xác minh người viết tài liệu. Sự xấu đi của chữ viết tay của một người cũng là một triệu chứng hoặc kết quả của một số bệnh. Việc không thể viết ra chữ viết tay rõ ràng và mạch lạc còn được gọi là chứng khó viết.

## Tính duy nhất
Mỗi người có một phong cách viết tay riêng, cho dù đó là chữ viết tay hàng ngày hay chữ ký cá nhân. Ngay cả những cặp song sinh giống hệt nhau có chung ngoại hình và di truyền cũng không có chữ viết tay giống nhau. Địa điểm mà một người lớn lên và ngôn ngữ đầu tiên người ta học hòa trộn cùng với sự phân phối lực tay khi viết và cách định hình từ ngữ khác nhau để tạo ra một phong cách viết tay độc đáo cho mỗi người.
Đặc điểm của chữ viết tay bao gồm:
- hình dạng cụ thể của các chữ cái, ví dụ như độ tròn hoặc độ sắc nét của chúng
- khoảng cách đều đặn hoặc không thường xuyên giữa các chữ cái
- độ dốc của các chữ cái
- sự lặp lại nhịp nhàng của các yếu tố hoặc sự rối loạn nhịp tim
- áp lực lên giấy
- kích thước trung bình của chữ
- độ dày của chữ

## Điều kiện y tế
Trẻ em bị ADHD đã được phát hiện có nhiều khả năng có chữ viết tay dễ đọc hơn, mắc nhiều lỗi chính tả hơn, chèn thêm và/hoặc xóa các chữ cái và sửa nhiều hơn. Ở trẻ em có những khó khăn này, các chữ cái có xu hướng lớn hơn với độ biến thiên rộng của các chữ cái, khoảng cách chữ, khoảng cách từ và căn chỉnh các chữ cái trên đường cơ sở. Sự thay đổi của chữ viết tay tăng lên với các văn bản dài hơn. Sự lưu loát của chuyển động là bình thường nhưng trẻ em bị ADHD có nhiều khả năng thực hiện các chuyển động chậm hơn trong nhiệm vụ viết tay và giữ bút lâu hơn trong các chuyển động, đặc biệt là khi chúng phải viết các chữ cái phức tạp, ngụ ý rằng việc lên kế hoạch cho phong trào có thể mất nhiều thời gian hơn. Trẻ em bị ADHD có nhiều khả năng gặp khó khăn trong việc tham số hóa các chuyển động một cách nhất quán. Điều này đã được giải thích với sự suy giảm kỹ năng vận động hoặc do thiếu chú ý hoặc thiếu ức chế. Để dự đoán một sự thay đổi hướng giữa các nét, sự chú ý trực quan liên tục là điều cần thiết. Với sự không tập trung, các thay đổi sẽ xảy ra quá muộn, dẫn đến các chữ cái cao hơn và sự liên kết kém của các chữ cái trên đường cơ sở. Ảnh hưởng của thuốc đến chất lượng của chữ viết tay là không rõ ràng.

## Sử dụng của mẫu chữ viết tay
Bởi vì chữ viết tay tương đối ổn định, một sự thay đổi trong chữ viết tay có thể là dấu hiệu cho thấy sự lo lắng hoặc bị ngộ độc của người viết.
Một mẫu văn bản của một người có thể được so sánh với mẫu văn bản để xác định và xác thực người viết tài liệu bằng văn bản; nếu các kiểu viết phù hợp, có khả năng một người đã viết cả hai tài liệu.